# 히타치 훗토 번
히타치 훗토 번(일본어: 常陸古渡藩 히타치훗토한[*])은 에도 시대 전기 히타치국 가와치 군(河内郡) 훗토(지금의 이바라키현 이나시키시 훗토)에 있던 번이다.

## 번의 역사
세키가하라 전투에서 전공을 세운 오미의 야마오카 가게토모가 게이초 8년(1603년)에 훗토 번을 수여받았지만 곧 개역당하였고 이후 같은 전투에 참전한 니와 나가시게는 가게토모가 개역당한 해에 도쿠가와 이에야스의 부름을 받고 출사하여 히타치 국 가와치 군내 1만 석 영지를 받고 훗토 번을 세웠다. 나가시게는 오다 노부나가를 섬겼던 명장으로 유명한 니와 나가히데의 장남으로, 노부나가의 사위였던 인물이다. 훗토 번을 수여받기 전의 나가시게는 세키가하라 전투 당시 서군에 속해 마에다 도시나가와 전투를 벌였기 때문에 전후 가가 고마쓰(지금의 이시카와현 고마쓰시) 영지를 몰수당하였으나 오사카 전투에서도 도쿠가와 군에 속해 거둔 전공으로 겐나 5년(1619년) 1만 석을 추가로 받고 에도사키 번으로 옮겨가게 되었고, 이에 따라 훗토 번은 폐지되었던 것이다.

## 번주
야마오카 가문
- 야마오카 가게토모(山岡景友) 재위 1603년

니와 가문
- 니와 나가시게(丹羽長重) 재위 1603년 ~ 1619년